# Çaraq
Çaraq è un comune dell'Azerbaigian situato nel distretto di Şabran.